# Charles Axtell
Charles Axtell (n. 29 ianuarie 1859, Hyannis⁠(d), Comitatul Barnstable, Massachusetts, SUA – d. 24 noiembrie 1932, Springfield, Massachusetts, SUA) a fost un trăgător de tir ce a reprezentat Statele Unite ale Americii, medaliat olimpic. A participat la o ediție a Jocurilor Olimpice (1908) în care a câștigat o medalie de aur.

## Participări
Lista de mai jos prezintă principalele competiții la care a participat Charles Axtell de-a lungul carierei.
- shooting at the 1908 Summer Olympics – men's 50 yard free pistol, team[*]